# Leucogonia amarginata
Leucogonia amarginata là một loài bướm đêm trong họ Noctuidae.